# Нильсен, Мария
Мари́я Ни́льсен (дат. Marie Sophie Nielsen, 23 декабря 1875 — 6 апреля 1951) — датская коммунистка, один из организаторов датской Красной гвардии.
Член Социал-демократической партии Дании, в марте 1918 года приняла участие в создании Социалистической рабочей партии Дании, вышедшей из СДПД, чтобы присоединиться к Коминтерну. В 1920 году — в числе основоположников Коммунистической партии Дании. Участвовала во 2-м конгрессе Коминтерна, где представляла учителей-коммунистов.
В 1928 году исключена из партии за нежелание поддерживать кампанию по травле Троцкого. В 1932 году восстановила членство в партии, а в 1936 году была окончательна исключена за протест против процессов над старыми большевиками в СССР. До своей смерти в 1951 году поддерживала связь с небольшими датскими и норвежскими троцкистскими группами.